# Xanthoparmelia meruensis
Xanthoparmelia meruensis är en lavart som beskrevs av Krog & Swinscow. Xanthoparmelia meruensis ingår i släktet Xanthoparmelia och familjen Parmeliaceae.   Inga underarter finns listade i Catalogue of Life.